# Alberto Uribe Urdaneta
Alberto Uribe Urdaneta (Bogotá, 19 de diciembre de 1918-Cali, 13 de diciembre de 1985) fue un obispo colombiano de la Iglesia católica.

## Biografía
Uribe Urdaneta era uno de los cinco hijos del abogado y político antioqueño Marcelino Uribe Arango y de la señora Susana Urdaneta Arbeláez quién era hermana del expresidente de Colombia Roberto Urdaneta Arbeláez. El 8 de noviembre de 1942 es ordenado sacerdote en Bogotá.

## Episcopado
En 1953 Alberto Uribe Urdaneta fue nombrado Obispo titular de Abila in Palestina y Auxiliar del Obispo de Manizales, Monseñor Luis Concha Córdoba.
El 18 de marzo de 1957 el papa Pío XII nombra  como primer obispo de Sonsón a monseñor Uribe Urdaneta. Su posesión canónica se realizó el día 16 de Junio del  mismo año. Participó como padre conciliar en las dos primeras sesiones del Concilio Vaticano II.
En 1960 el papa Juan XXIII nombra a monseñor Uribe Urdaneta cómo obispo de Cali. Cuatro años después esta provincia eclesiástica es elevada a arquidiócesis y por lo tanto se convierte en su primer arzobispo.
En 1985 le presenta su renuncia como arzobispo al papa Juan Pablo II por motivos de salud, la cual es aceptada y falleció el 13 de diciembre del mismo año.